# Joyce (település)
Joyce az Amerikai Egyesült Államok északnyugati részén, Washington állam Clallam megyéjében elhelyezkedő önkormányzat nélküli település.
A Joseph M. Joyce által alapított helység boltja 1911 óta üzemel. Itt van a Crescent Tankerület székhelye.
A földrengések és hurrikánok veszélye miatt a településen óvóhelyet nyitottak, amelyet harminc napra elég felszereléssel láttak el.

## Éghajlat
A település éghajlata mediterrán (a Köppen-skála szerint Csb).

## Fordítás
- Ez a szócikk részben vagy egészben  a   Joyce, Washington című angol Wikipédia-szócikk ezen változatának fordításán alapul.  Az eredeti cikk szerkesztőit annak laptörténete sorolja fel. Ez a jelzés csupán a megfogalmazás eredetét és a szerzői jogokat jelzi, nem szolgál a cikkben szereplő információk forrásmegjelöléseként.